# كالبانا موهان
كالبانا موهان هي ممثلة هندية (وحملت سابقاً جنسية الراج البريطاني)، ولدت في 18 يوليو 1946 بسريناغار في الهند، وتوفيت في 4 يناير 2012 ببونه في الهند.

## وصلات خارجية
- كالبانا موهان على موقع IMDb (الإنجليزية)
- كالبانا موهان على موقع قاعدة بيانات الفيلم (الإنجليزية)